# Gerstl (Gemeinde Sonntagberg)
Gerstl ist ein ehemaliges Dörfchen bei Böhlerwerk in Niederösterreich.

## Geografie
Das Dörfchen befindet sich nördlich von Böhlerwerk am linken Ufer der Ybbs.

## Geschichte
1442 betrieb die Stadt Waidhofen an der Ybbs einen Gütertausch zwischen dem Bischof von Freising und Bernhard von Seisenegg, um das Gut Wangl zu übernehmen, auf dessen Grundstück die Ybbsbrücke in Gerstl führte. Damit erreichten sie, dass sie diese Ybbsbrücke auch benützen konnten, falls die Brücke in Waidhofen durch Hochwässer in Mitleidenschaft gezogen werden sollte.
Eben diese Brücke wurde aber für Gerstl zum Verhängnis, als 1532 die Türken im Ybbstal wüteten und das Dörfchen mitsamt der Mühle, dem Wirtshaus und der Säge am 7. September niederbrannten. Gerstl wurde zwar nicht völlig ausgelöscht, wie die Deckensignierungen in den Häusern Kohlhofer 1654, Niedernelling-Polsterer 1642 und Liezlachner 1654 belegen, verlor dadurch jedoch an Bedeutung. Teilweise erscheint noch ein „Gerstl“ oder „Gerstel“ in Dokumenten, teilweise wird die Lage, obwohl bewohnt, auch als „Gerstloed“ bezeichnet. Gerstlöd ist heute auch der Name der Straße durch den ehemaligen Ort. Laut Adressbuch von Österreich waren im Jahr 1938 in Gerstl ein Friseur, zwei Gastwirte, ein Gemischtwarenhändler, ein Wagner und ein Landwirt ansässig. Zudem bestand hier das Eisen- und Stahlwalzwerk Wertich.
In Gerstl befindet sich heute ein wichtiges Umspannwerk.